# خوسيه بينتو (منافس ألعاب قوى)
خوسيه بينتو (بالبرتغالية: José Pinto‏) هو منافس ألعاب قوى برتغالي، ولد في 19 يونيو 1956.

## وصلات خارجية
- خوسيه بينتو على موقع الاتحاد الدولي لألعاب القوى (الإنجليزية)
- خوسيه بينتو على موقع الاتحاد الأوروبي لألعاب القوى (الإنجليزية)
- خوسيه بينتو على موقع أوليمبيديا (الإنجليزية)